# Дольни Лопашов
Дольни Лопашов (словац. Dolný Lopašov) — село, громада округу П'єштяни, Трнавський край. Кадастрова площа громади — 22.93 км².
Населення 982 особи (станом на 31 грудня 2020 року).

## Історія
Дольни Лопашов згадується 1394 року.

## Географія
Протікає Лопашовський потік.

## Населення
| Рік:            | 1994. | 2004.   | 2014.   | 2024.   |
| --------------- | ----- | ------- | ------- | ------- |
| Кількість осіб: | 963   | 979     | 957     | 964     |
| Різниця:        |       | +1,66 % | -2,24 % | +0,73 % |

| Рік:            | 2023. | 2024.   |
| --------------- | ----- | ------- |
| Кількість осіб: | 971   | 964     |
| Різниця:        |       | -0,72 % |